# Ebbe Vilborg
Ebbe Vilborg (né le 14 février 1926 et mort le 30 décembre 2018) est un philologue et lexicographe suédois. Il écrivait en suédois, anglais, espéranto et volapük.

## Biographie
Ebbe Vilborg naît le 14 février 1926.

## Publications
- 1962 : Achilles Tatius « Leucippe and Clitophon »
- 1960 : A Tentative grammar of Mycenaean Greek
- Esperanto - moderna lingvo : studo baze de la Fundamento
- Etimologia vortaro de esperanto
- Kata Leukippīn kai Kleitofōnta
- La participa problemo en la Akademio